# Isabel Schnabel
Isabel Schnabel, née le 9 aout 1971 à Dortmund, est une économiste allemande, membre du directoire de la Banque centrale européenne et depuis 2015, professeur d'économie des marchés financiers à l'université rhénane Frédéric-Guillaume de Bonn. De 2014 à 2019, elle a également été membre du Conseil allemand des experts économiques (Wirtschaftsweise). Ses domaines de recherche sont les crises financières, l'histoire économique et le secteur bancaire.